# Підволоч'є (Усть-Алексієвське сільське поселення)
Підволо́ч'є (рос. Подволочье) — присілок у складі Великоустюзького району Вологодської області, Росія. Входить до складу Усть-Алексієвського сільського поселення.

## Населення
Населення — 23 особи (2010; 34 у 2002).
Національний склад (станом на 2002 рік):
- росіяни — 97 %